# Бутырин, Виталий
Вита́лий Буты́рин (лит. Vitalijus Butyrinas; 30 мая 1947, Каунас — 30 октября 2020, Вильнюс) — советский и литовский фотограф, фотохудожник (1976) Международной федерации фотографии, Заслуженный работник культуры Литовской ССР (1990), мастер (1992).

## Биография
Родился 30 мая 1947 года в Каунасе. В 1965 году окончил среднюю школу там же. В одиннадцатом классе увлекся художественной фотографией. После службы в армии работал фотографом в НИИ.
С 1970 года — член Союза фотохудожников Литвы.
За участие и награды в международных конкурсах художественной фотографии был удостоен почетного звания «Художник международной федерации фотоискусства (AFIAP)».

## Важнейшие серии
- «Армейский дневник» (1967—1968)
- «Форма» (1969)
- «Сказка ночного леса» (1972)
- «Коллеги» (1974—1983)
- «Город» (1973—1983)
- «Сказки моря» (1976)
- «Terra Incognita» (1974—1976)
- «Рождение» (1976)
- «Мир волшебных сказок» (1976)
- «Воспоминания детства» (1983)
- «SOS» (1983)
- «Неринга» (1983)
- «Титаны» (1983)
- «Цивилизации» (1983)
- «Создание мира» (1997)

## Персональные выставки
- 1979 Выставочный зал Гданьска, Польша
- 1979 Галерея фотографики (Galeria Fotografiki), Торунь, Польша
- 1980 Дом художников (House of Artists), Зальцбург, Австрия
- 1985 Фотографический фестиваль (Photography festival), Арль, Франция
- 1985 Галерея фотографии, Вильнюс, Литва
- 1985 Дом фотографии, Пловдив, Болгария
- 1985 Бреннпункт галерея (Brennpunkt Galerie), Берлин, Германия
- 1986 Галерея Музея фотографии (Photography Museum Gallery), Париж, Франция
- 1986 Галерея фотографии, Клайпеда, Литва
- 1986 Музей фотографии, Шяуляй, Литва
- 1987 Преус Фотомузей (Preus Fotomuseum), Хортен, Норвегия
- 1987 Галерея фотографии, Каунас, Литва
- 1988 Музей фотографии, Львов, Украина
- 1989 Асахи фотогалерея (Asahi Photo Gallery), Токио, Япония
- 1994 Галерея Альгимантаса, Паневежюс, Литва
- 2001 Проспектас фотогалерея (Prospektas Photo Gallery), Вильнюс, Литва

## Избранные групповые выставки
- 1972 Музей истории и этнографии, Ленинград, СССР.
- 1979 FNAC-Монпарнас (FNAC-Montparnasse), Париж, Франция.
- 1980 Галерея фотографов (The Photographers’ Gallery), Лондон, Англия.
- 1985 Центр фотографии (Photography Center), Стокгольм, Швеция.
- 1987 Музей фотографии (Photography Museum), Хельсинки, Финляндия.
- 1988 Выставка экофотографии, Kek in de Kök Gallery, Таллин, Эстония.
- 1988 Галерея фотографии (Photography Gallery), Гаага, Нидерланды.
- 1997 L’Anne de l’Est, Musee d’Elyse, Лозанна, Швейцария.
- 1994 Галерея фотографии (Galeria Fotografii), Лодзь, Польша.
- 1997 Фотофорум Фельдег галерея (Fotoforum Feldegg Galerie), Цюрих, Швейцария
- 2002 «Образы Литвы: фотография с 1960 до наших дней» — Лейнвандхаус Галерея (Leinwandhaus Galerie), Франкфурт-на-Майне, Германия.
- 2003 «Балтийская фотолинза» Шлосс Холлиген (Schloss Holligen), Берн, Швейцария.

## Награды и звания
- 1983 — Художник международной федерации фотоискусства (AFIAP)
- 1990 — Заслуженный работник культуры Литовской ССР
- 2002 — Почётный член Союза фотохудожников Литвы
- 2006 — Премия Правительства Литвы в области культуры и искусства
- 2007 — Медаль ордена «За заслуги перед Литвой»

## Работы в коллекциях
- Союза Фотохудожников Литвы,
- Художественного музея Литвы (Вильнюс),
- Музея фотографии, Шяуляй, Литва;
- Французского музея фотографии (Musee Francais de la Photographie) Бевр, Франция;
- Национальной библиотеки (Bibliotheque Nationale) Париж, Франция;
- Галереи Пракапас (Prakapas Gallery) Нью-Йорк, США;
- Современная галерея (Moderna Galerija) Любляна,
- Преус фотомузея (Preus Fotomuseum), Хортен, Норвегия;
- Музея фотографии, Львов Украина.